# Elvia Armas
Elvia Armas (Altagracia de Orituco, Guárico, 30 de julio de 1933) es una grabadora, pintora y diseñadora venezolana.

## Educación
En sus años en el Liceo Ramón Buenahora es influenciada por su profesora de artística de origen francés, Françoise Bonnett. En 1982 realiza estudios en el taller de Gladys Pirela en Maracay y, entre 1984 y 1985, asiste a clases de dibujo analítico en la Escuela de Artes Plásticas Rafael Monasterios de Maracay, bajo la tutela de Aquiles Ortiz. En 1995 participa en el Taller de Arte Plumario sobre las antiguas técnicas de selección, teñido y enlaces de plumas para la creación de trabajos plásticos contemporáneos, llevado a cabo en La Habana.

## Vida y obra
Hija de Arturo Armas Subero y María Victoria Arévalo. Entre 1952 y 1974 su vida transcurre desligada de la pintura; se traslada de Altagracia hacia Valle de la Pascua (1953) y finalmente a Maracay (1964). Se inicia en la pintura en 1974, a raíz de una enfermedad, firmando sus cuadros con seudónimo. Sus obras, de mucho colorido, unen acciones simultáneas en un mismo plano, lo que le da un valor simbólico a elementos folclóricos y mágico-religiosos. A partir de 1975 asiste a muestras colectivas en el estado Aragua y, en 1978, concurre a la importante muestra colectiva “Entre pintores desconocidos”, organizada por el Té Catay. A finales de ese mismo año realiza su primera exposición individual en el Colegio de Abogados del Estado Aragua. 
En 1987 participa en la colectiva homenaje a los 20 años del Museo de Arte de Maracay. Entre 1987 y 1995 participa en numerosas colectivas, entre ellas, la I Muestra de Pintura Popular Venezuela 2000 (1988) y la II Bienal Bárbaro Rivas (1989), y en 1990 realiza Así es mi tierra, mural en la Avenida Bolívar de Maracay. Fue instructora de artes plásticas en la Casa de la Cultura (1992) y en la Casa del Menor Trabajador (1993), ambas en Maracay. Las obras realizadas en el Taller de Arte Plumario fueron expuestas en una muestra colectiva en la Casa de las Américas en La Habana. Su pintura está llena de elementos folclóricos, místicos y religiosos, donde la intuición tiene un importante peso. En ella plasma su particular visión del mundo, al evocar con un gran colorido sus rincones de infancia y sus sueños.

## Premios
- 1978 Mención, Concurso Caveguías, Maracay
- 1979 Primer premio, Concurso al Aire Libre, Casa de la Cultura, Turmero, Edo. Aragua
- 1981 Mención de honor, I Salón de Arte de Acción Democrática, Maracay
- 1982 Segunda mención honorífica, VI Concurso Tito Salas, Maracay / Mención, Salón Aniversario del Partido Comunista Gustavo Machado, Maracay
- 1983 Mención honorífica, I Salón Academia Andrés Bello, Turmero, Edo. Aragua / Mención, concurso, Guacara, Edo. Carabobo / Primer premio, Concurso Castor Vásquez, Turmero, Edo. Aragua
- 1987 Primer premio, Colegio de Médicos del Estado Aragua, Maracay / Mención, I Salón de Pintura Ingenua Bárbaro Rivas, Museo de Petare / Segundo Premio Ipasme, Valencia, Edo. Carabobo / Mención honorífica, VII Salón Anual Municipal de Pintura, Galería Municipal de Arte, Maracay
- 1988 Premio Isabel Ribas, II Bienal Salvador Valero / Tercer premio, I Muestra de Pintura Popular Venezuela 2000, Fedecámaras, Caracas
- 2002 Premio Regional de las Artes Visuales, Maracay

## Exposiciones individuales
- 1978 Colegio de Abogados, Maracay
- 1979 Galería Lisandro Alvarado, Museo de Antropología e Historia, Maracay
- 1980 Círculo Militar, Maracay
- 1981 Casa de la Cultura, Turmero, Edo. Aragua / Escuela Salesiana Agronómica, Valencia, Edo. Carabobo / Ceproaragua
- 1982 Casa de la Cultura Jorge R. Gómez, Cagua, Edo. Aragua / Corpoindustria, Maracay
- 1984 Covenco, Turmero, Edo. Aragua
- 1985 “La magia pictórica de Elvia Armas”, Casa de la Cultura, Maracay
- 1986 “La magia pictórica de Elvia Armas”, Museo de Barinas Alberto Arvelo Torrealba, Barinas
- 1987 Museo de Anzoátegui, Barcelona, Edo. Estado Anzoátegui
- 1988 “La figuración efusiva y barroca de Elvia Armas”, Galería Municipal de Arte, Maracay
- 1993 Club de Suboficiales, Maracay
- 1994 “De costumbres, rituales y otras devociones”, MACMMA
- 1995 “De costumbres, rituales y otras devociones”, Fundación Cultural José Ángel Lamas y Museo de Petare

## Colecciones
- MACMMA